# 圖莫迪省
6°55′N 5°3′W / 6.917°N 5.050°W

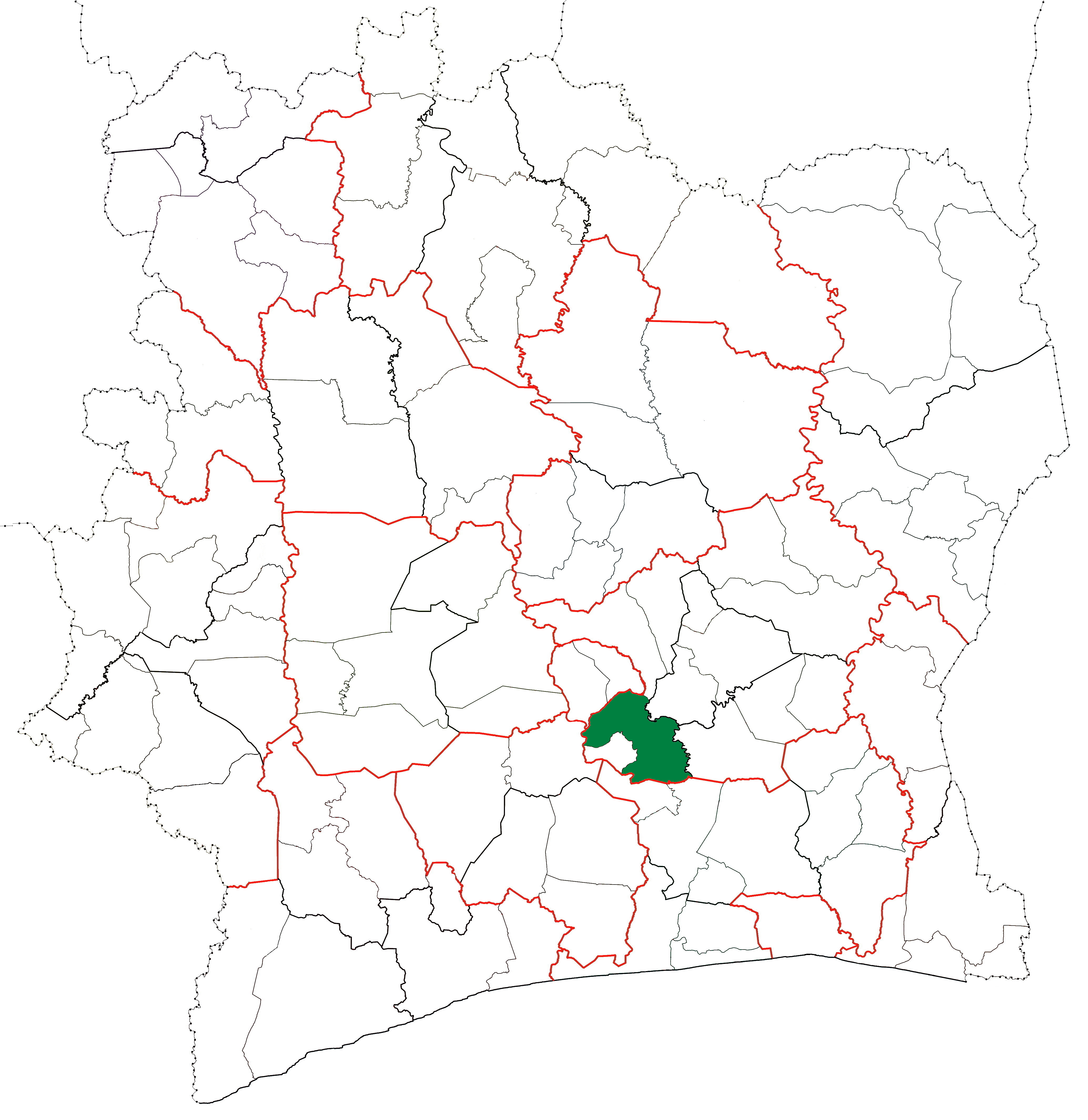

圖莫迪省（Toumodi Department），是科特迪瓦的省份，位於該國中部湖泊區，由貝利耶大區負責管轄，成立於1988年，面積2,837平方公里，2014年人口127,825，人口密度每平方公里45人。